# Suha Kalîna, Sînelnîkove
Suha Kalîna (în ucraineană Суха Калина) este un sat în comuna Novohnide din raionul Sînelnîkove, regiunea Dnipropetrovsk, Ucraina.

## Demografie
Componența lingvistică a localității Suha Kalîna
     Ucraineană (89,52%)
     Rusă (10,48%)
Conform recensământului din 2001, majoritatea populației localității Suha Kalîna era vorbitoare de ucraineană (89,52%), existând în minoritate și vorbitori de rusă (10,48%).